# موسيرز
موسيرز (بالفارسية: موسیرز) هي قرية تقع في قسم زيبد الريفي في إيران. يقدر عدد سكانها بـ 167 نسمة بحسب إحصاء 2016.